# 1.ᵉʳ Cuerpo de la Krajina del Ejército de la República Srpska
El 1.er Cuerpo de la Krajina del Ejército de la Republika Srpska (Vojska Republike Srpske - VRS), fue una formación militar vigente durante la Guerra de Bosnia que respondía a los serbobosnios.
Con puesto de mando en Banja Luka, fue el cuerpo más grande entre los seis del VRS con un sector de responsabilidad en la región de la Krajina Bosnia y a cargo del mantenimiento del Corredor de Posavina (enlace entre el este y oeste de la Republika Srpska).
El 1.er Cuerpo o 1.K.K., se constituyó por el renombramiento del 5.º Cuerpo del Ejército Popular Yugoslavo (JNA), por lo que heredó la infraestructura y la mayoría de sus medios del combate luego del retiro formal del JNA de Bosnia en el mes de mayo de 1992. En ese momento, el 5.K aún se encontraba empeñado en Eslavonia Occidental mientras regía un alto al fuego.
El 1.K.K. tuvo 6.230 muertos durante su historial de guerra.

## Historia

### Origen del1.erCuerpo
Como consecuencia del inicio de la Guerra de Bosnia en abril de 1992, el 12 del mes siguiente, se reunió la Asamblea del Pueblo Serbio en Bosnia y Herzegovina. En esa sesión, se tomaron decisiones sobre el establecimiento de un estado serbio separado en Bosnia y Herzegovina, el establecimiento de una presidencia y objetivos serbios en esa república. También se decidió crear el Ejército de la República Serbia de Bosnia y Herzegovina (luego llamado "VRS").
La decisión tuvo el efecto de transformar las unidades JNA restantes en Bosnia y Herzegovina en unidades del nuevo ejército. Sin embargo, no transición no se dio en forma directa ya que el personal que no era nacido en Bosnia se retiró a las otras repúblicas en su mayoría. Eso tuvo como consecuencia una serie disminución de los efectivos.
Como consecuencia, el 19 de mayo de 1992, el 5.º Cuerpo del JNA fue renombrado como 1.ª Cuerpo de la Krajina (1.K.K.) del VRS manteniendo a Momir Talić como su comandante. Sin embargo, a lo largo de la guerra, se mantuvieron los fuertes lazos del Cuerpo con el JNA (rebautizado como Ejército Yugoslavo - JV).

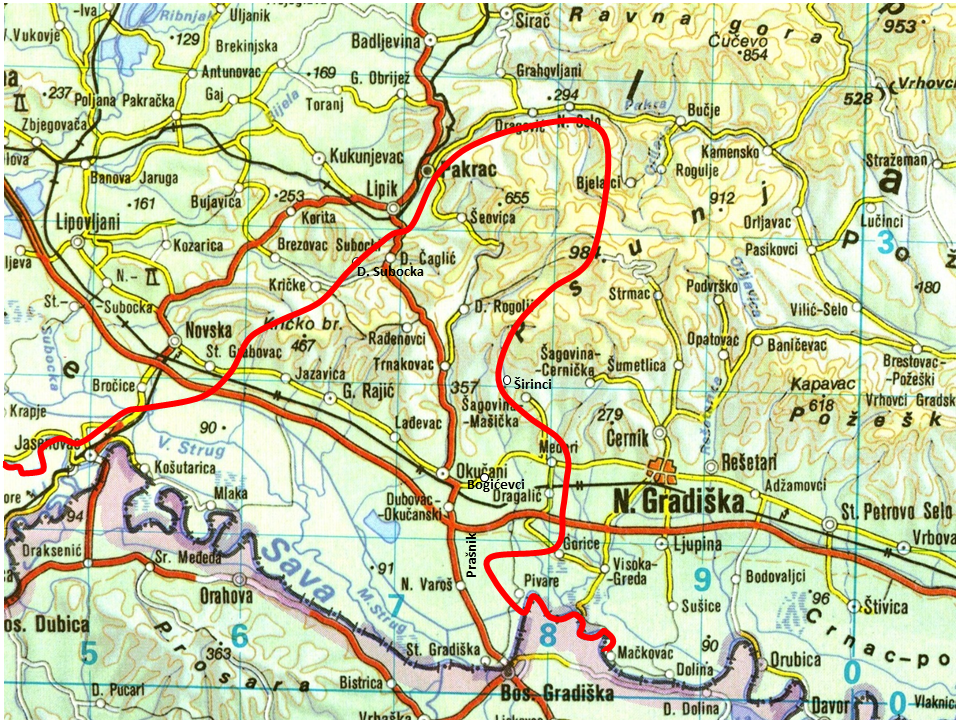
Sector que queda bajo poder del 5 Cuerpo luego de los combates de agosto de 1991 / enero de 1992.

### Movilización
La movilización en Bosnia tuvo dos períodos: hasta el 20 de mayo de 1992 y desde esa fecha en adelante. El primero comenzó 17 de agosto de 1991 y se realizó para las unidades del JNA ubicadas en el territorio de la antigua Bosnia. En ese mismo período, las autoridades municipales y los líderes partidarios, principalmente del Partido Democrático Serbio, movilizaron ilegalmente a las Fuerzas de Defensa Territoriales (TO) serbias como una forma de autodefensa.
Varios croatas y musulmanes respondieron al llamado. Un buen número de jóvenes serbios, debido al clima de miedo que se había instalado, así como a una sensación de desorientación civil y política, abandonaron sus lugares de residencia y se mudaron a Yugoslavia, y con frecuencia también a países extranjeros.
En el segundo período, en paralelo con el trabajo en la organización y el establecimiento del Ejército de la República Srpska, también se trabajó para movilizar reclutas militares y material para satisfacer la necesidad de formar y formar el Ejército. La base para esa tarea fue la decisión de la Presidencia de la Republika Srpska sobre una movilización general del 20 de mayo de 1992.
El 12 de mayo de 1992, el aun 5.º Cuerpo ordenó una movilización general y la inclusión de las fracciones de las Defensas Territoriales en Bosnia y las milicias o formaciones paramilitares serbias. Los que debían ser movilizados era personas étnicamente serbias y aquellos de otras nacionalidades que lo deseasen.
La grave interrupción del sistema de órganos de movilización en la mayoría de los municipios serbios y el desorden total de los registros militares plantearon un obstáculo significativo para una movilización exitosa. No se tomaron medidas represivas contra los evasores. Tal situación hizo posible que un número relativamente grande de reclutas evadieran el llamado de varias maneras y no se unieran a la lucha armada. Por lo tanto, la movilización fue incompleta.
La dotación de unidades, especialmente con el personal de reserva, variaba de una unidad a otra y dependía de la estructura étnica de la población en la zona de unidades de guerra. Si bien en el 1.er Cuerpo tenía en 1993 el 113% de sus necesidades, sólo disponía del 59% de oficiales con el agravante que la mayoría era proveniente del cuadro de la reserva. También existían diferencias entre las brigadas: la 11.ª Brigada de Infantería Ligera Dubica tenía solo el 46% del personal mientras que la 22.ª Brigada (266%); la 2.ª Brigada Banja Luka (210%) y la 6.ª Brigada Sana (527%) tenían exceso de personal.

### Situación de la tropas del Cuerpo en Croacia

#### Evolución histórica de las Fuerzas luego del Acuerdo de Sarajevo
A partir de agosto de 1991, se desarrolló un conflicto armado de máxima violencia en las regiones serbias en Croacia que no respetaban su declaración de independencia y deseaban mantenerse unidas a Yugoslavia. Uno de los campos de batalla fue Eslavonia Occidental donde se enfrentaron tropas croatas contra la fuerzas de defensa territoriales serbias y el Ejército Popular Yugoslavo. En esa región, las operaciones militares estuvieron bajo la responsabilidad del Comando del 5.º Cuerpo del JNA (Banja Luka), dependiente de la 2ª Área Militar (cuartel general en Sarajevo).
El 3 de enero, en el marco del Plan Vance se firmó un alto al fuego. Las tropas de ambos contendientes se mantuvieron en las posiciones alcanzadas brindándose la propia seguridad a la espera de las fuerzas de UNPROFOR.
El 27 de febrero de 1992, el Secretario Federal de la Defensa de Yugoslavia impartió la orden de reestructuración de las fuerzas militares de la Republika Srpska Krajina que hasta el momento habían conformado fuerzas de defensa territoriales serbias y habían combatido junto al JNA. De esta manera, las fuerzas en la SAO Eslavonia Occidental quedan organizadas en un Comando de Zona TO Zš (Zonski Štab Teritorijalne Odbrane Zapadna Slavonija - Zš TO ZS), una brigada y cuatro destacamentos de la Defensa Territorial. Estas tropas deberían asumir la responsabilidad defensiva del sector luego de la desmilitarización.

#### Desmilitarización
Cumplimentando el Acuerdo de Sarajevo del 3 de enero de 1992, la Asamblea de la Republika Srpska Krajina (RSK) aceptó en marzo, la desmilitarización de los territorios bajo su dominio: Eslavonia Occidental, Eslavonia Oriental y la Krajina. Sin embargo, esa actividad se llevó a cabo solo en el primera de los territorios enunciados. El Acuerdo establecía que no podría haber fuerzas militares dentro de las Áreas de Protección de Naciones Unidas (UNPA). Las que estuvieran debían ser retiradas o desbandadas.
Las autoridades yugoslavas decidieron la transferencia de los miembros del JNA nacidos en el territorio de Bosnia y Herzegovina, Croacia y República Federal de Yugoslavia a sus estados de origen. Complementariamente, el Estado Mayor de las Fuerzas Armadas Yugoslavas ordenó el 11 de mayo a los comandos de los cuerpos 5.º, 10.º, 13.º y 17.º el regreso de las unidades del JNA extrajurisdiccionales a guarniciones en Serbia.
Al día siguiente, 12 de mayo, se estableció el Ejército Serbio de Bosnia (luego llamado VRS) retirándose oficialmente el JNA del nuevo país. El 5.º Cuerpo del JNA de Banja Luka, parte del cual estaba desplegado en Eslavonia Occidental, se convirtió en el 1.º Cuerpo de la Krajina (1.K.K.) del VRS. A partir del 15 se inició el proceso de transferencia de responsabilidad al Comando de Zona TO Eslavonia Occidental (Zn ŠTO Zapadna Slavonija).
El 17 de junio de 1992, el Comando de 1.er Cuerpo (PC adelantado en Stara Gradiska), ordenó concretar la desmilitarización prevista de la Eslavonia Occidental a partir del 20 en cinco fases totalizado 15 días de duración. Para ello, se debían replegar a Bosnia las unidades de combate y el armamento de las TO debía pasar a la guarda en lugares previamente establecidos bajo control de UNPROFOR. Las unidades del 1.K.K. que aun quedaban en el sector correspondían a:
- División partisana 10 (10. partd).
- Brigada blindada 329 (329. okbr).
- Brigada de infantería motorizada 16 (16. pmtbr).
- Brigada motorizada 343 (343. mtbr).
- Brigada de Infantería 5 (5. pbr).
- Brigada de Infantería 2 (2. pbr).
- Grupo de artillería 1 (1. map).
- Grupo de artillería antiaérea ligera 1 (1. lap PVO).
- Brigada de artillería antitanque mixta 1 (1. mpoabr).
- Regimiento de Ingenieros 293 (293. inžp).
- Batallón de Pontoneros 188 (188. pontb).
- Batallón de Sanidad 1 (1. snb).
- Comando del Cuerpo de la Krajina 1 (Komanda 1. KK).

El 6 de julio las fuerzas de las TO estaban desmovilizadas y las tropas del 1.K.K. replegadas, haciéndose cargo UNPROFOR de su responsabilidad.

## Acciones de combate

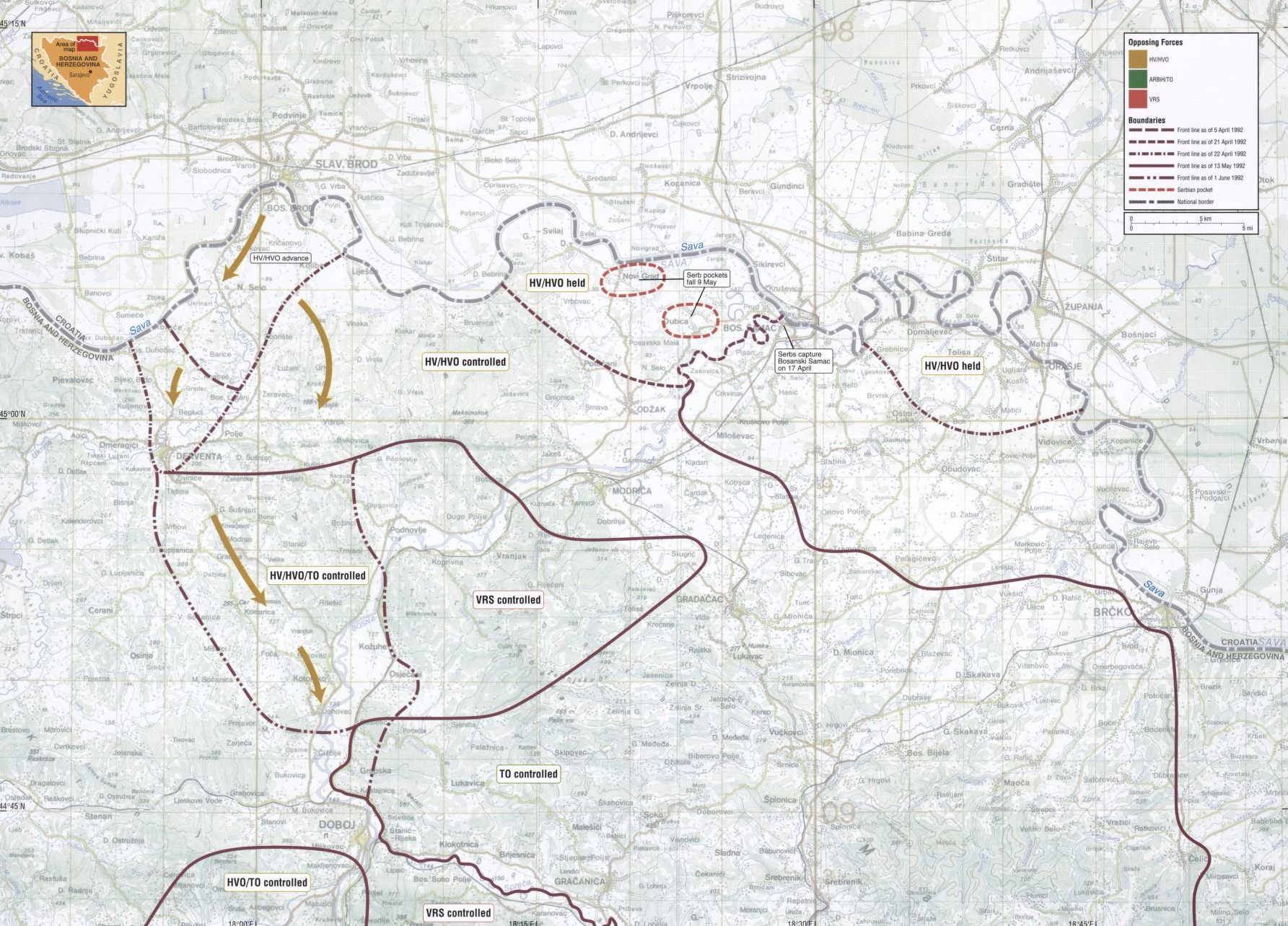
Corredor de Posavina. Abril - junio de 1992.

### 1992
Mientras las unidades del 1.er Cuerpo de Krajina/5.º Cuerpo JNA estaban en combate en Eslavonia, la situación en Bosnia y Herzegovina incrementó su conflictividad interétnica. En abril de 1992, comenzaron los combates alrededor de Brod, Derventa, Modriča y Doboj. En mayo, después de la derrota y retirada del 17.° Cuerpo (Tuzla) y la salida de oficiales de la República Federal de Yugoslavia, surgió una situación estratégica muy compleja. Las comunicaciones con Serbia se interrumpieron y Doboj fue amenazada desde el norte y el sur. Se trataba del Corredor de Posavina que conectaba el sector occidental controlado por los serbobosnios con el oriental y con Belgrado. A principios de mayo de 1992, se tomó la decisión de desplegar parte de las fuerzas del Cuerpo en el área de Derventa, Doboj, Modriča, Odžak, y alrededores. Estos lugares estaban fuera del área de responsabilidad del Cuerpo.
Para ello, el Ejército de la República Srpska (VRS) llevó a cabo la Operación Corredor contra las fuerzas del HVO) y el HV en la región de Bosanska Posavina, entre el 24 de junio y el 6 de octubre de 1992.
El VRS encargó al 1.er Cuerpo de la Krajina el esfuerzo principal de la ofensiva, organizado en cuatro grupos tácticos, la 16.ª Brigada Motorizada y el Grupo Operativo Doboj. El Cuerpo y la operación estaban bajo el mando del general Momir Talić. La RSK también contribuyó con tropas a la ofensiva. En junio llegó una fuerza voluntaria de 780 soldados, compuesta por unidades especiales del Ministerio del Interior comandadas directamente por el ministro del Interior de la RSK, Milan Martić.

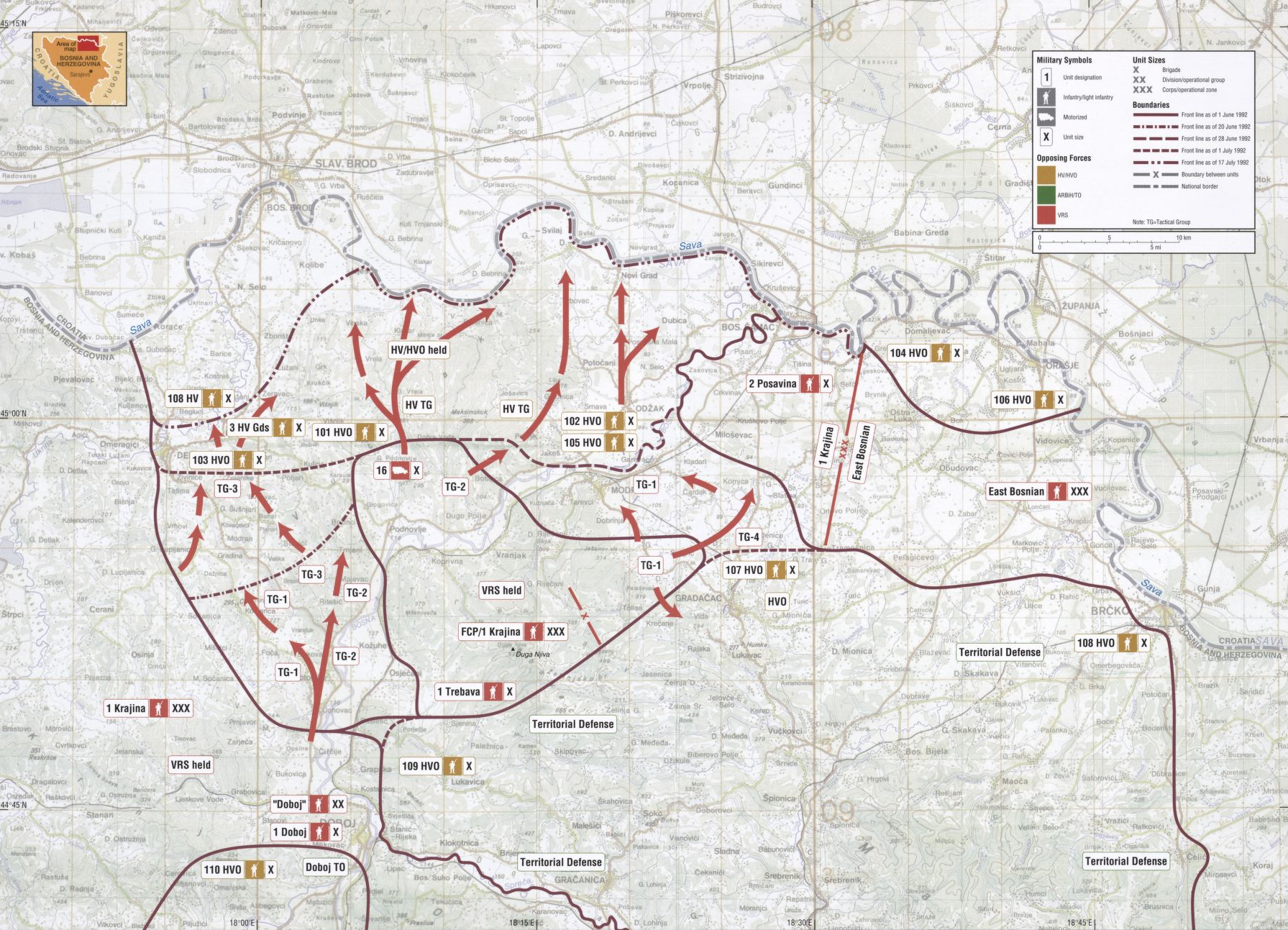
Operación Corredor 92 del VRS en junio - julio de 1992

La primera fase de la operación, contra el HVO y el HV, comenzó el 14 de junio y duró hasta la unión de las fuerzas serbias en el sector Doboj -Derventa. En la segunda fase, las unidades blindadas del 1.er Cuerpo ocuparon las ciudades de Derventa (7 de julio de 1992), Modriča (10 de julio de 1992) y Odžak (13 de julio de 1992), llegando al río Sava. En la tercera fase de la operación, las fuerzas serbias ocupan el 6 de septiembre de 1992 Bosanski Brod. Con eso, el 1.° Cuerpo alcanzó todo el Sava, a excepción de la cabeza de puente croata en Orašje, donde la línea divisoria permanecería sin cambios hasta el final de la guerra. La ofensiva involucró a más de 60.000 combatientes y resultó en grandes bajas para todos los bandos, especialmente en el HVO.
Asimismo, a partir de mayo de 1992, las unidades del 1.er Cuerpo de la Krajina participaron en operaciones militares para ocupar municipios en el territorio de la Krajina bosnia (Prijedor, Sanski Most, Ključ, Bosanska Krupa, entre otros), Tales hechos de limpieza étnica y crímenes contra la humanidad fueron corroborados por el Tribunal Penal Internacional para la ex Yugoslavia en el caso Radoslav Brđanin.
Mientras continuaban las operaciones en Posavina, el VRS comenzó los preparativos en junio y julio para la Operación Vrbas '92 con el objeto de eliminar el gran saliente croata-musulmana en Jajce, al noroeste de Travnik. La saliente amenazaba las líneas de comunicación serbias de Bosnia en el área y controlaron dos represas hidroeléctricas vitales para el oeste del sector controlado por los serbios. Entre 7.000 y 8.000 combatientes de la 30.° División de Infantería del 1.er Cuerpo de la Krajina llevaron a cabo la operación contra el HVO y Defensas Territoriales Bosniacas. Las tropas del VRS ingresaron al centro de la ciudad de Jajce el 29 de octubre.

### 1993
Desde el comienzo de la guerra en Bosnia, el Comando del Cuerpo comenzó a formar brigadas de infantería ligera en áreas donde se consideraba posible y necesario, de modo que a inicios de 1993, disponía de 24 brigadas de infantería ligera con un promedio de alrededor de 1200 miembros cada una. Estas unidades integraron la cadena de mando del Cuerpo y estaban bajo las órdenes exclusivas del Comando del mismo. Totalizaban 108.000 miembros.
En 1993, el Cuerpo tenía un frente de 1.260 km de largo con una superficie de unos 16.400 km². Poseía unidades en el Cuerpo del Este de Bosnia, en el 2.° Cuerpo de la Krajina, el Cuerpo del Drina y en el Ejército de la Republika Srpska Krajina. Dada la gran extensión territorial y para facilitar el comando y control, el cuerpo organizó una serie de comandos temporales y locales (grupos tácticos y grupos operativos) enviando personal del propio estado mayor.
La misión general que tenía el Cuerpo al 5 de abril de 1993 era:
- Asegurar la frontera hacia Croacia y Cazin Krajina.
- Estar listo, en cooperación con el Cuerpo Oriental de Bosnia y el Ejército de la Republika Spska Krajina (Cuerpos de Eslavonia y de Banija) para evitar la penetración de las fuerzas croatas desde el área de Cazin Krajina y evitar operaciones ofensivas de las fuerzas armadas de Croacia hacia el Corredor de Posavina y el levantamiento del bloqueo en la ruta Bratstvo-Jedinstvo (Novska - Nova Gradiška) para maniobrar las fuerzas armadas de Croacia entre Eslavonia Occidental y Oriental.
- Continuar el ataque hacia Orašje, Gračanica y Tešanj.
- Mejorar las posiciones tácticas operativas en el Monte Ozren y en Pousorje.
- En otras partes del frente, en coordinación con las fuerzas del 2º K.K. y el Cuerpo de Bosnia Oriental, atacar a la mayor cantidad posible de fuerzas enemigas buscando aferrarlas.

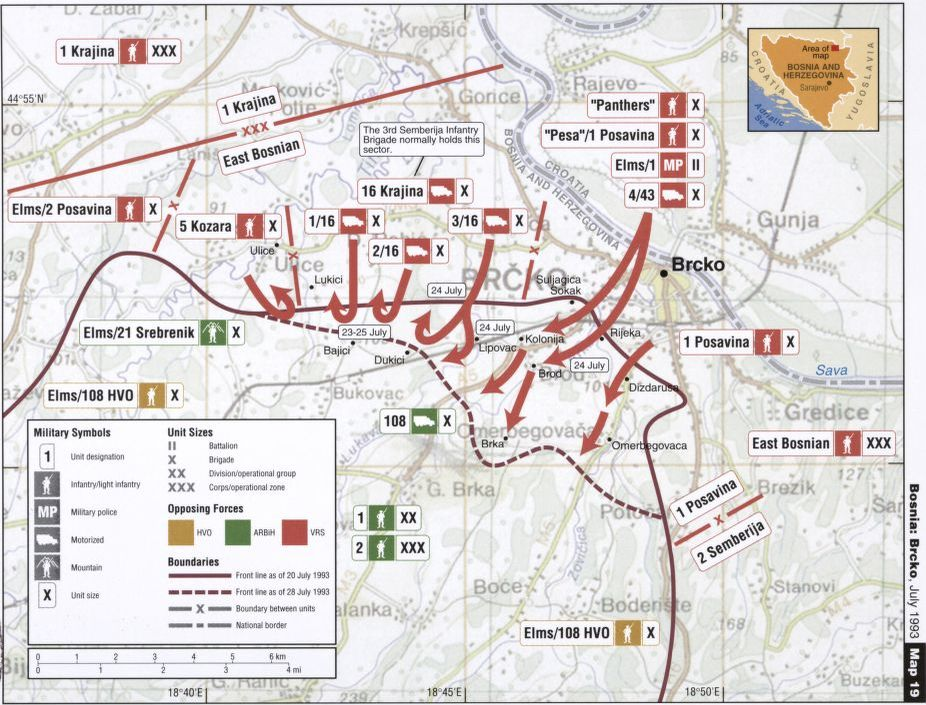
Brcko, julio de 1993.

El VRS buscó con dos ataques ampliar el Corredor, teniendo éxito en el segundo intento. El 2 de enero, las tropas de HVO y ARBiH atacaron nuevamente y cortaron el corredor al noroeste de Brčko. Las fuerzas del 1.er Cuerpo y del Cuerpo de Bosnia Oriental combatieron contra el HVO y la Armija durante más de 10 días sin avance.
Nuevos preparativos se hicieron en julio para la Operación Sadejstvo 93 y así ampliar el Corredor. Los serbios necesitaban el paso no solo para salvaguardar el tránsito, sino también para tender y proteger una línea eléctrica para proporcionar la energía necesaria a la región de la Krajina. El Cuerpo de Bosnia Oriental, reforzado por dos brigadas del 1.º Cuerpo de la Krajina y un batallón blindado, comenzó la operación el 20 de julio. Las tropas serbias rompieron las defensas del ARBiH al suroeste de la ciudad de Brčko el 23 de julio, empujando a las fuerzas musulmanas a sus posiciones de reserva. A fines del 24 de julio, la aldea de Brod se había derrumbado, desarmando las defensas musulmanas hacia el oeste y abriendo el camino para que las unidades VRS continuaran el avance. Para el 26 de julio se habían apoderado de un territorio adicional, incluida la aldea de Donja Brka, pero las defensas musulmanas en otras partes endurecieron y frenaron el ataque. Sin embargo, el VRS finalmente había logrado su objetivo principal: ampliar el corredor en cinco kilómetros y asegurar la ruta de la línea eléctrica.

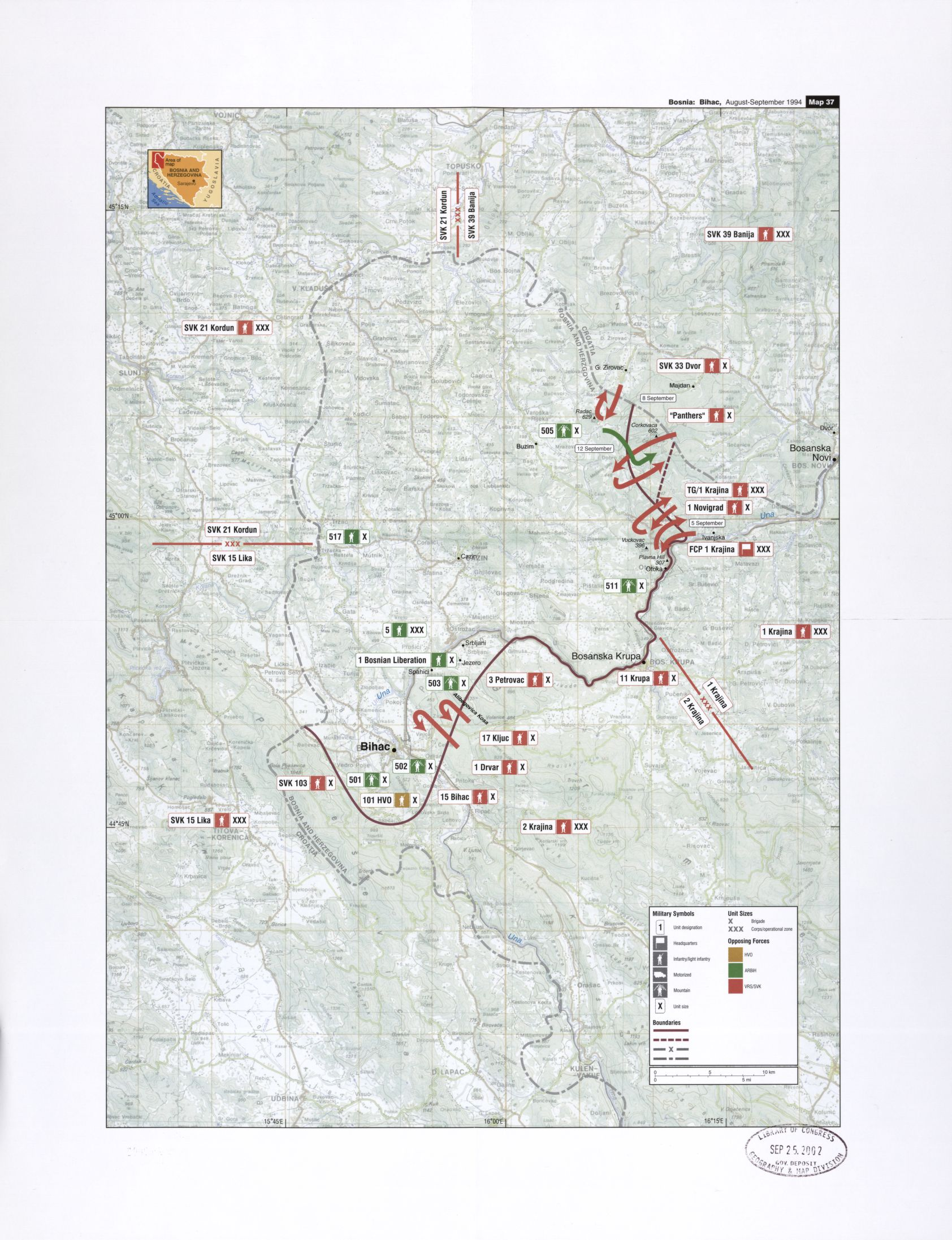
Bihac: Agosto * septiembre de 1994.

### 1994
En marzo, el Ejército Bosnio inició su ofensiva de primavera. Con la conclusión del conflicto croata-musulmán del año anterior, el ejército por primera vez podría lanzar una ofensiva estratégica contra los serbios de Bosnia. La ofensiva tuvo limitados avances en la dirección de Donji Vakuf; Monte Vlašić y Teslić finalizando ese mismo mes. En abril hubo otra ofensiva contra las tropas de la 30.º División en Donji Vakuf llegando a 5 km de la ciudad.
El 18 de junio, el ARBiH inició una ofensiva en las montañas Ozren. Su objetivo era cortar y capturar el extremo sur de esa saliente en poder de los serbios alrededor de Vozuća, liberando así una importante ruta que conecta las ciudades de Tuzla y Zenica. Para ello empleó dos direcciones (14.000 combatientes), cuyas líneas más avanzadas llegaron a estar a 3 km entre sí. El 1.er Cuerpo disponía en las montañas Ozren del Grupo Táctico 6 "Ozren", parte del Grupo Operativo "Doboj", con seis brigadas de infantería ligera (1.º a 4.º Ozren y 1.ª Brigada de Infantería Ligera Vučijak, además de elementos de la 1.º Brigada de Infantería Ligera Krnjin y de la 2.º Brigada Blindada del OG "Doboj" y el Regimiento 1 de Artillería Mixta. El 1 de julio, VRS inició el contraataque llevando a los musulmanes de regreso a sus líneas de partida antes del 4 y 5 de julio, con fuertes bajas.
El 4 de septiembre, el 1.er Cuerpo, junto con el 2.º, lanzó la Operación Breza 94 con el objeto de ocupar Bužim y destruir la 505.º Brigada Bužim del 5.º Cuerpo del ARBiH en el enclave de Bihać. El Cuerpo reunió una fuerza del tamaño de dos brigadas con elementos provenientes de la 5.º Brigada Kozara, la 6.º Brigada Sana, la 43.º Brigada Motorizada Prijedor y 1.º Brigada de Infantería Liviana Bijeljina junto con otras unidades especiales del Cuerpo. La operación fracasó con un contraataque bosniaco el 12 de septiembre, el que estuvo próximo a capturar al propio Mladić.
El esfuerzo más ambicioso del año del Ejército de Bosnia en el área de Teslić comenzó el 3 de octubre y continuaría durante casi dos meses. La batalla debía extenderse durante un período de semanas y lograr otro éxito parcial para el ejército bosnio, con avances sustanciales en el sur pero solo un progreso marginal en el norte, cerca de Teslić. Las fuerzas del Grupo Operativo Doboj del VRS del 1.º Cuerpo, que habían comenzado el año en la ofensiva, se vieron obligadas a terminar a la defensiva, habiéndosele capturado más de 100 km² de territorio, una ganancia significativa para los estándares de la guerra de Bosnia.

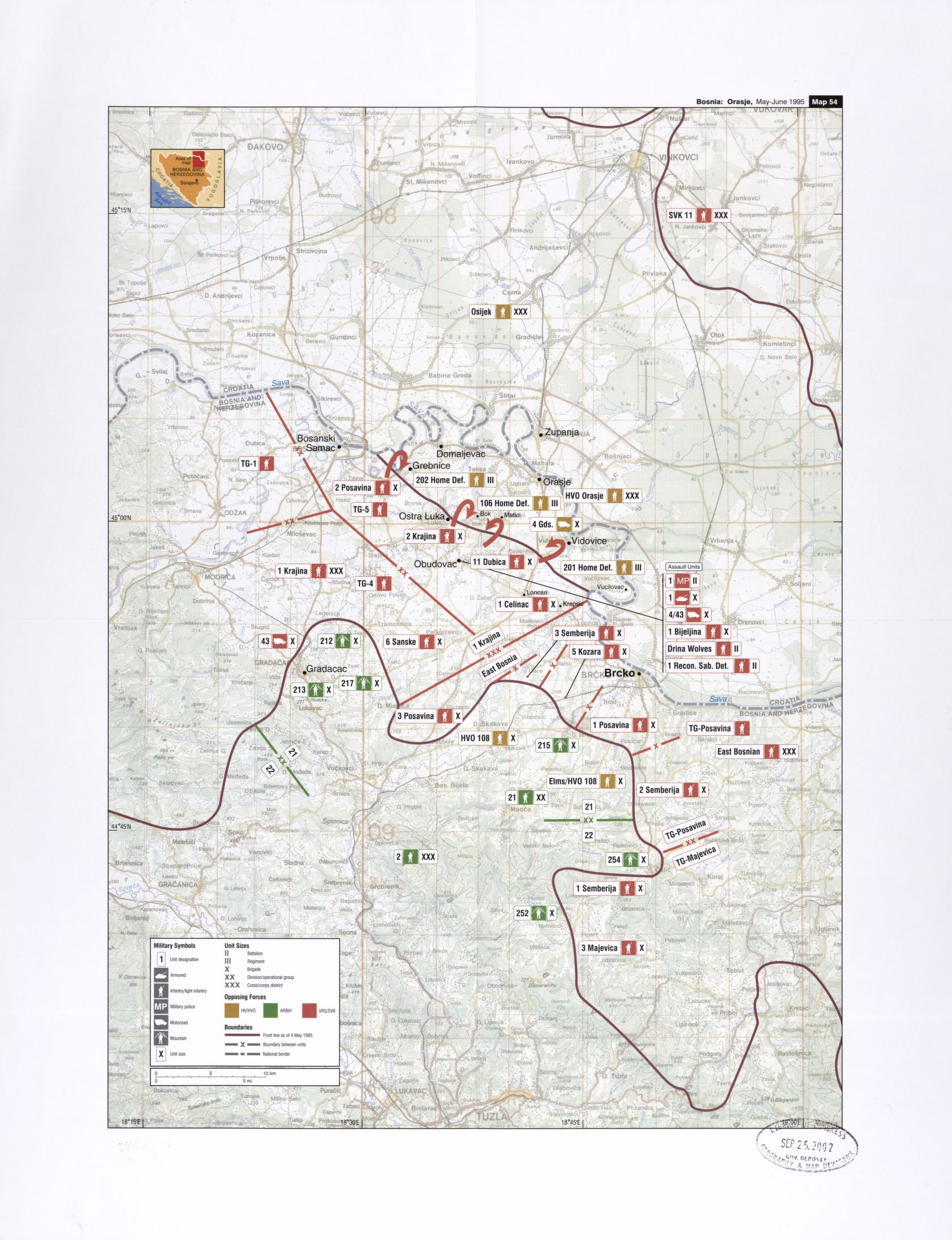
Mapa del Combate de Orašje. Mayo - junio de 1995.

### 1995
A inicios de 1995, la Armija incrementó su presión sobre el VRS, especialmente en el área de Monte Vlašić. Mientras el HV y el HVO avanzaron al oeste de Livno, el VRS lanzó una operación estratégica bajo el nombre en clave Sadejstvo 95. La misma se inició el 19 de abril, con el objetivo básico de infligir las mayores pérdidas posibles, restaurando su reputación y obligar a su enemigo a negociar y poner fin a la guerra en posiciones alcanzadas a través de acciones exitosas.
Para ello, el 1.er Cuerpo debía defender de la frontera con la República de Croacia y, mediante operaciones activas en el resto del frente, aferrar a la mayor cantidad posible de fuerzas para recuperar en la primera etapa de la operación el territorio perdido en Vlašić para estabilizar la defensa y crear condiciones por continuar las operaciones hacia Travnik y Bugojno. Posteriormente, debía liberar el área entre los ríos Spreda y Turija y ampliar el Corredor de Posavina eliminando la amenaza a Doboj. La ofensiva se detuvo a fin de mes por resistencia de la Armija y el HVO.

Del 5 de mayo al 10 de junio de 1995, el 1.er Cuerpo se enfrentó en Orašje contra el HVO por el control de la ciudad y sus alrededores en la orilla sur del río Sava. En la ofensiva con el nombre de Operación Plamen-95, el 15 de mayo el VRS logró atravesar una parte de las defensas de HVO cerca de la aldea de Vidovice, pero la brecha fue contenida con éxito y el HVO recuperó el terreno perdido. El HVO, apoyado por la artillería del ejército croata desplegado al norte del río, logró resistir la ofensiva y la línea del frente se mantuvo sin cambios desde el comienzo de la batalla. Esto demostró el cambio de equilibrio de poder en esta etapa de la guerra.

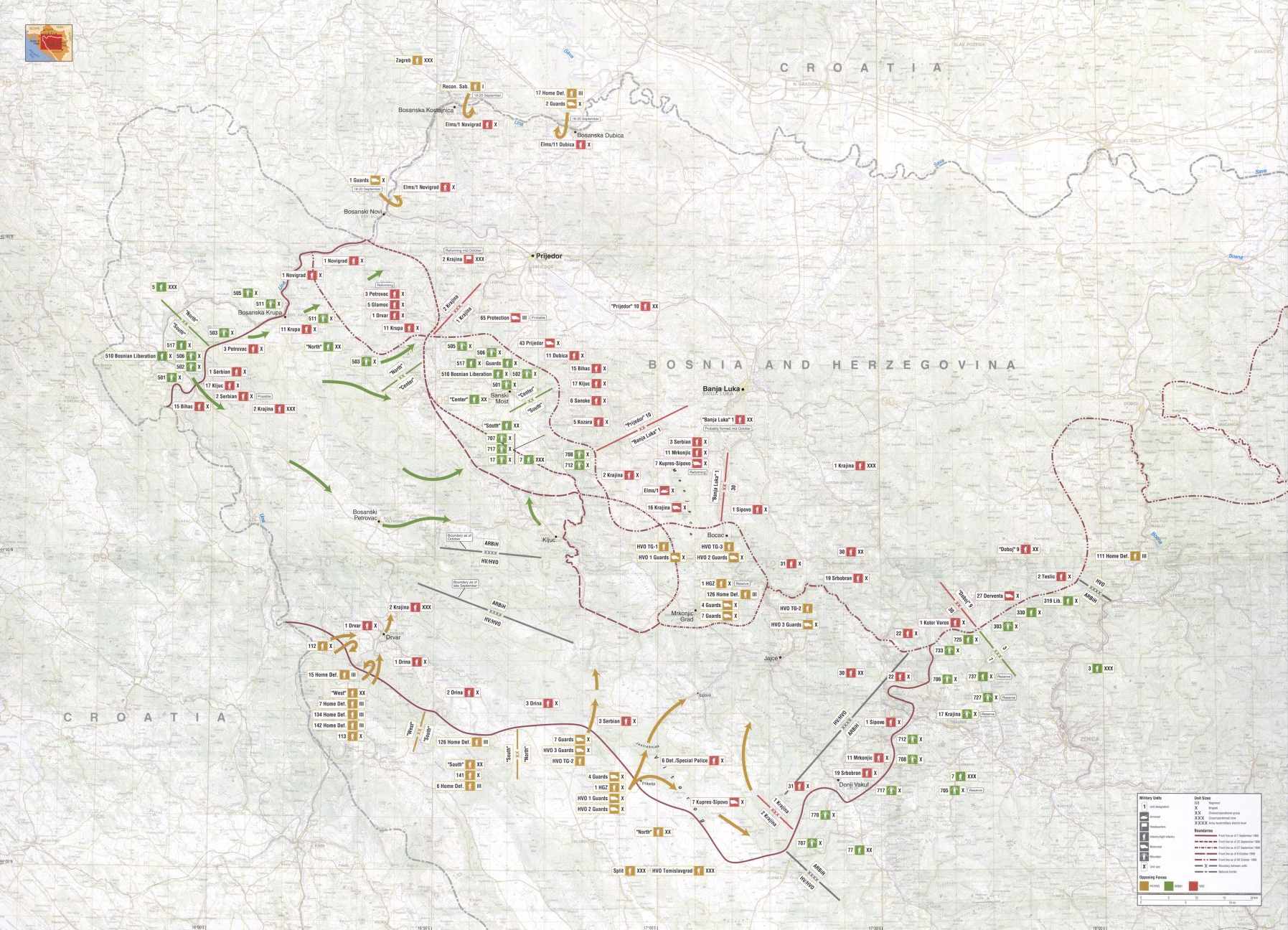
Mapa de las operaciones en Bosnia Occidental en septiembre - octubre de 1995.

La Operación Oluja por parte del Ejército Croata (HV) en el cual retomó el territorio de la RSK colocó al VRS en una delicada situación. En septiembre, el HV y el HVO iniciaron acciones ofensivas con el objetivo era apoyar al Ejército de la República de Bosnia y Herzegovina (ARBiH). El 1.er Cuerpo perdió Ključ, la ciudad de Mrkonjić Grad y posiciones en la montaña Manjača que permitieron la amenaza directa a Banja Luka. Esta última ofensiva general, junto con las Operaciones Sana y Mistral 2, obligaron al liderazgo serbio de Bosnia a negociaciones serias de paz. Un alto el fuego en todo el país entró en vigor el 12 de octubre, un día después de que la ofensiva terminó. Siguieron negociaciones que produjeron los Acuerdos de Dayton y terminaron la Guerra de Bosnia.
Tras los Acuerdos de Dayton, el Cuerpo se transformó hacia una formación en tiempo de paz y se convirtió en parte del sistema de defensa de BiH, continuando la tradición a través del regimiento serbio de la Fuerza Armada de BiH.

## Aspectos relacionados al Orden de Batalla

### Efectivos
En febrero de 1993, los efectivos ascendían a 72.330 miembros. De ellos, 2371 eran oficiales (398 de ellos oficiales de carrera) y 4537 eran suboficiales (solo 217 del servicio activo)

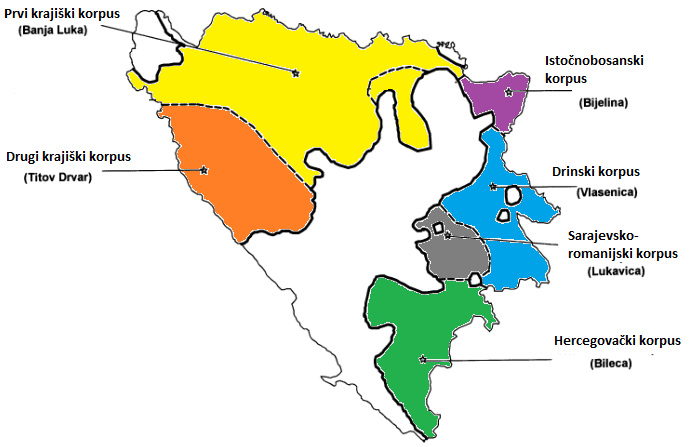
Zonas de responsabilidad de los distintos cuerpos del VRS.

### Dispositivo
El 5.º Cuerpo / 1.er Cuerpo de la Krajina tenía un área de responsabilidad geográficamente definida que evolucionó en 1992. Además Bihać - Ripać y Bosanski Petrovac, los municipios que en septiembre de 1991 se proclamaron parte de la Asociación de Municipios de Bosanska Krajina en la Región Autónoma de Krajina (ARK) quedaron directamente dentro del área responsabilidad del Cuerpo. El área ARK llegó a incluir (entre otros) los siguientes municipios: Banja Luka, Bihac-Ripac, Bosanska Dubica, Bosanska Gradiska, Bosanska Krupa, Bosanski Brod, Bosanski Novi, Bosanski Petrovac, Čelinac, Donji Vakuf, Derventa, Doboj, Ključ, Kotor Varoš, Laktasi, Srbac, Prijedor, Prnjavor, Sanski Most, Šipovo y Teslić.

### Organización del Cuerpo
La organización del Cuerpo se fue modificando conforme se incrementaba el número de movilizados y se hacían reestructuraciones internas. La evolución orgánica, continuidad de la estructura del 5. Cuerpo, es la que sigue
| Orden de Organización. Junio 1992               | Diciembre de 1992                                                          | Julio de 1995                                              | Emplazamiento           | Puesto Militar VP |
| ----------------------------------------------- | -------------------------------------------------------------------------- | ---------------------------------------------------------- | ----------------------- | ----------------- |
| Comando de Cuerpo                               | Comando de Cuerpo                                                          | Comando de Cuerpo                                          | Banja Luka              | 7001              |
| Batallón de Comunicaciones 1.                   | Batallón de Comunicaciones 1.                                              | Batallón de Comunicaciones 1.                              | Banja Luka              | 7002              |
| Regimiento de Artillería Antitanque Mixto 1.    | Regimiento de Artillería Antitanque Mixto 1.                               | 1.ª Brigada de Artillería Antitanque Mixta.                | Banja Luka              | 7004              |
| Batallón de Policía Militar 1.                  | Batallón de Policía Militar 1.                                             | Batallón de Policía Militar 1.                             | Banja Luka              | 7007              |
|                                                 |                                                                            | 31.ª Brigada de Infantería Ligera.                         | Banja Luka              | 7011              |
|                                                 |                                                                            | 3.ª Brigada de Infantería Ligera Ozren.                    | Doboj                   | 7013              |
| Regimiento de Artillería Mixto 1.               | Regimiento de Artillería Mixto 1.                                          | Regimiento de Artillería Mixto 1.                          | Banja Luka              | 7015              |
| Regimiento de Artillería Antiaérea Liviano 1    | Regimiento de Artillería Antiaérea Liviano 1                               | Regimiento de Artillería Antiaérea Liviano 1               | Banja Luka              | 7022              |
|                                                 |                                                                            | 1.ª Destacamento de Reconocimiento y Sabotaje.             | Banja Luka              | 7024              |
|                                                 |                                                                            | 4.ª Brigada de Infantería Ligera Ozren.                    | Petrovo Selo            | 7029              |
|                                                 | 11.ª Brigada de Infantería Ligera Dubica.                                  | 11.ª Brigada de Infantería Ligera Dubica.                  | Dubica                  | 7031              |
| Regimiento de Ingenieros 1                      | Regimiento de Ingenieros 1                                                 | Regimiento de Ingenieros 1                                 | Banja Luka              | 7039              |
|                                                 | Comando de la 30.ª División de Infantería Ligera.                          | Comando de la 30.ª División de Infantería Ligera.          | Mrkonjić Grad           | 7041              |
| 1.ª Brigada de Infantería Ligera Šipovo.        | 1.ª Brigada de Infantería Ligera Šipovo.                                   | 1.ª Brigada de Infantería Ligera Šipovo.                   | Mrkonjić Grad.          | 7048              |
|                                                 |                                                                            | Comando del Grupo Operacional Doboj.                       | Doboj                   | 7051              |
| Batallón de Pontoneros 1.                       | Batallón de Pontoneros 1.                                                  | Batallón de Pontoneros 1.                                  | Banja Luka              | 7053              |
|                                                 | 1.ª Brigada de Infantería Ligera Doboj.                                    | 1.ª Brigada de Infantería Ligera Doboj.                    | Doboj                   | 7057              |
|                                                 | Batallón de Policía Militar 9.                                             | Batallón de Policía Militar 9.                             | Doboj                   | 7068              |
|                                                 | 19.ª Brigada de Infantería Donji Vakuf.                                    | 19.ª Brigada de Infantería Donji Vakuf.                    | Srbobran.               | 7074              |
|                                                 | Batallón de Comunicaciones 9.                                              | Batallón de Comunicaciones 9.                              | Doboj                   | 7081              |
| 13.ª Brigada de Infantería Ligera Garava        |                                                                            |                                                            | Kljuć                   | 7083              |
|                                                 | 1.ª Brigada de Infantería Novi Grad.                                       | 1.ª Brigada de Infantería Novi Grad.                       | Novi Grad.              | 7088              |
|                                                 | 11.ª Brigada de Infantería Ligera Mrkojic Grad.                            | 11.ª Brigada de Infantería Ligera Mrkojic Grad.            | Mrkonjić Grad.          | 7097              |
| Batallón de Transporte 1.                       | Batallón de Transporte 1.                                                  | Batallón de Transporte 1.                                  | Banja Luka              | 7121              |
|                                                 | 27.ª Brigada Motorizada.                                                   | 27.ª Brigada Motorizada.                                   | Derventa                | 7127              |
| 1.ª Brigada de Infantería Ligera Podgrmeč.      |                                                                            |                                                            | Sanski Most             | 7132              |
|                                                 | 1.ª Brigada de Infantería Ligera Čelinac.                                  | 1.ª Brigada de Infantería Ligera Čelinac.                  | Čelinac                 | 7134              |
| Batallón de Sanidad 1.                          | Batallón de Sanidad 1.                                                     | Batallón de Sanidad 1.                                     | Banja Luka              | 7139              |
|                                                 | 1.ª Brigada de Infantería Ligera Srbac.                                    | 1.ª Brigada de Infantería Ligera Srbac.                    | Srbac.                  | 7210              |
|                                                 | 1.ª Brigada de Infantería Ligera Krnjin.                                   | 1.ª Brigada de Infantería Ligera Krnjin.                   | Doboj                   | 7218              |
|                                                 | 1.ª Brigada de Infantería Ligera Ozren.                                    | 1.ª Brigada de Infantería Ligera Ozren.                    | Doboj                   | 7221              |
| 1.ª Brigada Blindada.                           | 1.ª Brigada Blindada.                                                      | 1.ª Brigada Blindada.                                      | Banja Luka              | 7225              |
|                                                 | 1.ª Brigada de Infantería Ligera Vučijak.                                  | 1.ª Brigada de Infantería Ligera Vučijak.                  | Derventa                | 7226              |
|                                                 | 1.ª Brigada de Infantería Teslić.                                          | 1.ª Brigada de Infantería Teslić.                          | Teslić                  | 7248              |
|                                                 | 1.ª Brigada de Infantería Ligera Gradišće.                                 | 1.ª Brigada de Infantería Ligera Gradišće.                 | Gradiška.               | 7252              |
|                                                 | Regimiento de Ingenieros 9                                                 | Batallón de Ingenieros Mixto 9.                            | Brod.                   | 7275              |
|                                                 | 1.ª Brigada de Infantería Ligera Banja Luka.                               | 1.ª Brigada de Infantería Ligera Banja Luka.               | Banja Luka              | 7290              |
| 2.ª Brigada Blindada.                           | 2.ª Brigada Blindada.                                                      | 2.ª Brigada Blindada. Manjača.                             | Manjača                 | 7304              |
|                                                 | 2.ª Brigada de Infantería Ligera Ozren.                                    | 2.ª Brigada de Infantería Ligera Ozren.                    | Petrovo Selo            | 7312              |
| 16.ª Brigada Motorizada de la Krajina.          | 16.ª Brigada Motorizada de la Krajina.                                     | 16.ª Brigada Motorizada de la Krajina.                     | Banja Luka              | 7322              |
| 43.ª Brigada Motorizada Prijedor                | 43.ª Brigada Motorizada.                                                   | 43.ª Brigada Motorizada.                                   | Prijedor                | 7362              |
| 2.ª Brigada de Infantería de la Krajina.        | 2.ª Brigada de Infantería de la Krajina.                                   | 2.ª Brigada de Infantería de la Krajina.                   | Banja Luka              | 7372              |
| 5.ª Brigada de Infantería Ligera Kozara.        | 5.ª Brigada de Infantería Ligera Kozara.                                   | 5.ª Brigada de Infantería Ligera Kozara.                   | Prijedor                | 7388              |
| 22.ª Brigada de Infantería Ligera.              | 22.ª Brigada de Infantería Ligera.                                         | 22.ª Brigada de Infantería Ligera.                         | Skender Vakuf / Kneževo | 7404              |
| 6.ª Brigada de Infantería Sana.                 | 6.ª Brigada de Infantería Sana.                                            | 6.ª Brigada de Infantería Sana.                            | Sanski Most.            | 7421              |
|                                                 | 1.ª Brigada de Infantería Trebava.                                         | 1.ª Brigada de Infantería Trebava.                         | Modriča                 | 7426              |
|                                                 |                                                                            | 1.ª Batallón Logístico.                                    | Banja Luka              | 7428              |
|                                                 | 4.ª Brigada de Infantería Ligera Banja Luka.                               | 4.ª Brigada de Infantería Ligera Banja Luka.               | Banja Luka              | 7431              |
|                                                 | 1.ª Brigada de Infantería Ligera Kotor Varoš.                              | 1.ª Brigada de Infantería Ligera Kotor Varoš.              | Kotor Varoš.            | 7480              |
|                                                 | 1.ª Brigada de Infantería Ligera Prnjavor.                                 | 1.ª Brigada de Infantería Ligera Prnjavor.                 | Prnjavor.               | 7519              |
|                                                 |                                                                            | 1.ª Brigada de Infantería Ligera Dubica.                   | Dubica                  | 7509              |
|                                                 | 3.ª Brigada de Infantería Ligera Banja Luka.                               |                                                            | Banja Luka              |                   |
|                                                 | 1.ª Brigada de Infantería Ligera Laktasi.                                  |                                                            | Laktaši                 |                   |
|                                                 | 1.ª Brigada de Infantería Ligera Osinja.                                   |                                                            | Osinja                  |                   |
|                                                 | 1.ª Brigada de Infantería Ligera Kneževo.                                  |                                                            | Skender Vakuf / Kneževo |                   |
| 2.ª Brigada de Infantería Ligera Mrkonjić Grad. |                                                                            |                                                            | Mrkonjić Grad           |                   |
|                                                 | Regimiento de Artillería Mixto 9.                                          |                                                            | Doboj                   |                   |
|                                                 | 89.ª Brigada de Cohetes                                                    |                                                            |                         |                   |
|                                                 |                                                                            | Directorio de Construcción de Caminos Han Kola - Čađavica. | Banja Luka              | 7001-30           |
|                                                 | Manjaca Training Facility and Detention Unit                               | Centro de Entrenamiento Manjača.                           | Manjača                 | 7263              |
|                                                 | Comando de la 10.ª División de Infantería Ligera. (disuelto a fin de 1992) |                                                            |                         |                   |

Para facilitar un mejor mando y control y el control del territorio se conformaron unos comandos temporales:
- Grupo Táctico 1 (Odžak).
- Grupo Táctico 2 (Podnovlje, luego fusionado con el GT 1).
- Grupo Táctico 3 (Derventa).
- Grupo Táctico 4 (Gradačac).
- Grupo Táctico 5 (Orašje).
- Grupo Operativo (Doboj).
- Grupo Operativo (Prijedor).
- Grupo Operativo (Vlašić).

## Autoridades del Cuerpo

### Comandantes
- Teniente General Coronel Momir Talić (a partir de mayo de 1992)[33]

### Jefes de Estado Mayor
- Coronel Boško Kelečević (a partir de mayo de 1992)[34][2]

## Enlaces relacionados
- Ejército de la Republika Srpska.
- 5.º Cuerpo del Ejército Popular Yugoslavo.
- 2.ª Brigada de la Krajina
- 5.º Brigada de Infantería Ligera de la Krajina
- 6.ª Brigada de Infantería Sana del Ejército de la Republika Srpska.
- 16.ª Brigada Motorizada de la Krajina
- 43.ª Brigada Motorizada del Ejército de la República Srpska
- 18 Cuerpo de la Republika Srpska Krajina.